# Jean-Baptiste Philibert Willaumez
Pour les articles homonymes, voir Willaumez.
Jean-Baptiste Philibert Willaumez, né le 7 août 1761 à Palais (Belle-Île) et mort le 17 mai 1845 à Suresnes, est un officier de marine français, contre-amiral sous le Premier Empire, puis vice-amiral.

## La guerre d’Amérique
Il est volontaire au début de 1777 à bord du vaisseau le Bien-Aimé sous les ordres de Bougainville, après avoir suivi l’instruction de l’école d'hydrographie d'Auray. En 1778, il embarque sur le Flamand comme matelot-timonier. Il est rapidement nommé aide-pilote sur le brick les Amis. Sur la frégate l’Amazone, il participe avec l’escadre de Grasse aux prises de Saint-Eustache, Saint-Christophe et Saint-Barthélemy en 1781. En 1782, refusant le grade d'officier auxiliaire, il est promu premier-pilote par Vaudreuil à l'issue de la bataille des Saintes à laquelle il participe toujours sur l’Amazone. Il est blessé et fait prisonnier à la bataille du cap Henry en juillet 1782.
Il navigue à la paix quelques années au commerce.

## Voyage d’exploration
Sur La Recherche, il sillonne l’océan Pacifique avec l’expédition d'Entrecasteaux à la recherche de La Pérouse de fin 1791 à début 1794. L’expédition est marquée par les dissensions politiques et les conflits personnels. Elle échouera en passant très près de Vanikoro sans s’y arrêter. La campagne explorera toutefois les côtes de Nouvelle-Calédonie, une bonne partie des côtes australiennes et de la Tasmanie. Après la mort du chef de l’expédition, Willaumez rejoint l’Île-de-France (île Maurice) et rapporte les livres de bord et documents d’Entrecasteaux.

## Officier de la marine républicaine[2]
Lieutenant de vaisseau, il est sur la frégate la Prudente lors du 1er combat de la Rivière Noire à l'Île-de-France où la division Renaud parvient à faire lever le blocus de deux vaisseaux britanniques. Il est blessé lors de l’engagement. Il rejoint ensuite la France et est promu capitaine de vaisseau en 1795.
Il commande la Régénérée dans la division de frégates de Sercey (Pierre César Charles de Sercey) qui quitte Rochefort en mars 1796. Il participe aux différentes campagnes et combats de la division (notamment combat contre les vaisseaux HMS Arrogant et Victorious (en) dans le détroit de Malacca).
Sercey doit renvoyer en France les frégates Régénérée et Vertu (capitaine Magon). Pour financer le voyage les deux frégates doivent escorter deux riches galions espagnols. Elles repoussent en route deux attaques : la frégate HMS Pearl sur les côtes de Guinée (avril 1798), et la frégate HMS Brillant  (juillet 1798) près des côtes d’Espagne.

## Mission à Saint-Domingue
En janvier 1801 il prend le commandement du vaisseau de 74 Duguay-trouin en achèvement à Rochefort, puis rejoint l'expédition pour   Saint-Domingue. Le 2 septembre 1802 il embarque sur la frégate lourde  la Poursuivante dont il prend le commandement et avec laquelle il rallie Port au Prince. Le 28 juin 1803, devant le Môle Saint-Nicolas, il combat le vaisseau HMS Hercules de 74 canons qu’il réussit à sérieusement endommager et à mettre en fuite. Ce fait d’armes attire l’attention de Napoléon qui le nomme contre-amiral peu après la proclamation de l’Empire.

## La croisière de 1805-1807
Le 25 septembre 1805, Napoléon ordonne que onze vaisseaux et trois frégates de l’armée navale de Brest soient armés des meilleurs marins. Cette escadre expéditionnaire sera formée de deux divisions : la première sous les ordres du contre-amiral Corentin de Leissègues, et la seconde sous les ordres du contre-amiral Jean-Baptiste Philibert Willaumez. Les ordres que reçoivent les deux amiraux sont très larges, en témoigne Leissègues : « Jamais instructions ne donneront plus de latitude à celui à qui elles s’adressent […] Plutôt des indications que des ordres […] faire le plus grand mal possible à l’ennemi […]. L’Empereur est bien persuadé que l’excès de prudence dans nos opérations maritimes contribue le plus à l’assurance et aux succès de l’ennemi ». Ces deux divisions vont mener une course d’État, c’est-à-dire : de recherche et de destruction  de navires ennemis. Contrairement à la guerre de course privée, la course d’État ne recherche pas le profit et l’appât du gain, mains uniquement le harcèlement du trafic commercial.
L’objectif de Willaumez est de partir pour la colonie hollandaise du Cap pour y recharger en vivres, puis stationner au niveau de l’île britannique de Sainte-Hélène afin d’y attaquer les convois de Chine et d’Inde. Ensuite il devra regagner la Martinique et s’attaquer au commerce anglais dans les Antilles, puis remonter vers Terre-Neuve pour y attaquer la pêche anglaise  jusqu’au Spitzberg. La croisière de Willaumez doit en théorie durer quatorze mois. Quant à la croisière de Leissègues, elle doit partir pour Saint-Domingue et y apporter 900 hommes de troupe et des munitions.
La division de Willaumez se compose des vaisseaux : le Foudroyant (80 canons, navire-amiral), le Cassard (74 canons), l’Éole (74 canons), l’Impétueux (74 canons), le Patriote (74 canons) et le Vétéran (74 canons), ainsi que deux frégates : la Valeureuse et la Volontaire. La division de Leissègues se compose des vaisseaux : l’Impérial (118 canons, navire-amiral), l’Alexandre (74 canons), le Jupiter (74 canons), le Brave (74 canons) et le Diomède, ainsi que des frégates Cornète, Félicité, et Diligente. Les deux divisions sont armées pour sept mois de mer et quatre d’eau.
Dans la division de Willaumez est embarqué, à la tête du vaisseau de 74 canons le Vétéran, le plus jeune frère de l’Empereur : Jérôme Bonaparte. Les ordres de Napoléon à Decrès sont clairs : « J'imagine que M. Jérôme est parti. Je vous rends responsable de la conduite qu'on tiendra avec lui. Il faut qu'il soit maintenu rigoureusement dans son grade. J'espère que vous aurez écrit qu'il ne lui soit rendu aucun honneur à Brest : il ne lui est rien dû ». Decrès demande à Caffarelli de surveiller les faits et gestes du Prince Jérôme, ce à quoi le Préfet maritime répond : « Je ne suis pas un surveillant, et je ne me mêle pas de la conduite d’un homme tel que le prince Jérôme. Les devoirs du service sont de ma compétence : tout autre rôle m’est étranger ».
Sur les conseils de Ganteaume, les deux divisions partent au début de l’hiver, car c’est à cette période que la course est la plus prolifique, parce que les tempêtes dispersent les convois. De plus, en hiver, toujours à cause des tempêtes, les Anglais sont forcés de reculer leur blocus plus au large, de façon à éviter de se retrouver sur une roche. Avec cet éloignement, les Anglais sont plus lents à réagir en cas de sortie d’une escadre de Brest.
La flotte quitte Brest le 13 décembre 1805. Conformément au plan, les deux divisions se séparent en mer le 14 janvier 1806. Le 29 janvier, Willaumez écrit à ses commandants : « le vain titre de dominateur des mers qu’ils (les Anglais) se sont arrogé ne peut leur convenir sous le règne de notre Auguste Empereur, et ils ne parcourent toutes les parties du globe que parce que nos forces navales sont trop longtemps restées oisives sur les rades. […] et je vous préviens que […] j’attaquerai sans ordre symétrique, et lorsque j’aurai donné le signal du combat […] les meilleurs voiliers attaqueront les premiers avec cette vivacité et cette impétuosité qu’ont tant de fois, illustré M de Suffren et tant de marins célèbres dont le souvenir remplit encore l’âme d’admiration ».
Après avoir capturé et incendié trois petites unités anglaises, la division de Willaumez arrive en face du cap de Bonne-Espérance le 17 février. Mais les Français découvrent que la colonie du Cap a été capturée par les Anglais, le ravitaillement est donc compromis. Willaumez décide alors de se porter vers une terre neutre pour ravitailler, et arrive à San Salvador de Bahia le 4 avril. Une fois le ravitaillement effectué, Willaumez entreprend un blocus au large de Cayenne, puis de la Barbade. Une tempête disperse les navires ; et Jérôme Bonaparte arrive à la Martinique avec deux semaines d’avance sur Willaumez et est pris en chasse par l’escadre de l’amiral anglais Cochrane. « Après six mois d’une campagne sans combat, le délabrement des navires, à l’exception du Vétéran, est ingérable ». Les maladies frappent les équipages, les désertions sont très nombreuses ; quand la division accoste à San Salvador, 111 marins désertent, puis 30 de plus à la Martinique. Seul le Vétéran, commandé par Jérôme Bonaparte ne connaît pas de désertion, car d’après Willaumez : « Bonaparte s’était toujours fait remarquer par la manière habile dont il commandait lui-même sa manœuvre, l’installation, la police, et l’ordre à bord du Vétéran ». La division est prise en chasse par une escadre anglaise inférieure en nombre. Jérôme perd de vue Willaumez et décide de se porter vers le second point de ralliement : Terre-Neuve. Mais il n’y trouve pas Willaumez ; de plus, il est pris en chasse par une escadre anglaise et décide de rentrer en France. Sur la route du retour, il coule un brick le 13 août 1806, puis six navires marchands le 15 août. Il arrive en vue des côtes françaises le 26 août. Jérôme est suivi par l’amiral anglais Keith et l’empêche de rallier Brest. Jérôme décide alors de rentrer dans le port de Concarneau, qui n’est pas prévu pour accueillir un vaisseau de 74 canons. Finalement, Furic  un ancien pêcheur de Concarneau, pilote le Vétéran à travers les Glénans en évitant les brisants et fait rentrer le vaisseau de 56 mètres de long et 15 de large dans le port.
Le reste de la division de Willaumez subit de gros dégâts, à cause d’une tempête. Toute la division est dispersée, le Foudroyant démâte et est contraint de rejoindre la Havane.
Willaumez rentre à Brest le 27 février 1807. L’ensemble de la division est gravement touchée par de très nombreuses avaries et maladies. Le Cassard n’a plus de gouvernail et ses voiles sont déchirées ; l’Impétueux a démâté et la moitié de son équipage est touchée par le scorbut ; le Patriote a perdu plusieurs de ses mâts ; et l’Éole n’a plus aucun mât ni de gouvernail. Ces deux derniers vaisseaux sont dans l’incapacité de rentrer à Brest et gagnent le port d’Annapolis aux États-Unis.
Le bilan de la croisière Willaumez fait état de 23 navires marchands coulés, deux navires corsaire et un aviso, ainsi que 457 prisonniers. Mais Willaumez a perdu deux vaisseaux et deux frégates. Dans son Amiral Willaumez, Maurice Dupont dresse un bilan de la croisière : « La précipitation imposée par l’Empereur, et acceptée par Decrès et par Willaumez lui-même, lance dans une longue campagne des navires à l’état très médiocre. Le plan de campagne repose, dans sa partie la plus prometteuse, sur un ravitaillement douteux au Cap, alors menacé. La base de Fort-de-France n’a pas assez de matériel, enfin l’absence d’une flotte française assez importante pour retenir en Europe des forces ennemies laisse celles-ci totalement libres de courir à la recherche des deux escadres françaises lâchées en enfants perdus ».
Leissègues, quant à lui, ne fait pas mieux que Willaumez. Dès le départ, la division rate un convoi anglais au large de l’Espagne, puis subit plusieurs avaries : la Cornète et le Diomède ont des voies d’eau de « 33 à 38 cm ». La division arrive à Saint-Domingue entre le 22 et le 29 janvier 1806. Mais le 6 février 1806, la division est engagée par une escadre britannique commandée par le vice-amiral John Thomas Duckworth, forte de sept vaisseaux, deux frégates, et deux bricks. Duckworth met rapidement Liessègues en déroute, seules les trois frégates s’en sortent indemnes et quittent les Antilles. La Cornète rejoint l’Espagne le 14 avril 1806, le 25 avril la Diligente arrive à Lorient, le 26 c’est au tour de la Félicité.
Le bilan de ces deux croisières est mauvais. La mission de perturber le commerce anglais est ratée. Quelques petites unités seulement ont été prises. Face aux escadres anglaises, Willaumez, pourtant plusieurs fois en supériorité numérique, n’a pas su faire le choix de combattre ou de poursuivre une guerre de course. Il n’a fait qu’échapper aux Anglais et subir de nombreuses avaries.
Peut-on alors considérer ces deux expéditions comme inutiles ? À première vue : non, car elles ont le  mérite de montrer à l’Angleterre que malgré Trafalgar, la France possède encore une marine capable porter des coups à la Royal Navy loin de ses ports. Ces deux croisières permettent aussi de former beaucoup de marins, qui n’avaient jamais participé à un combat naval. Ce qui rend ces croisières inutiles, c’est la façon dont elles ont été préparées. Dès le départ, les deux divisions partaient avec des navires qui se trouvaient bloqués en rade de Brest depuis plus de deux ans et sans avoir été correctement entretenu, faute de munitions navales. Au départ de la division Willaumez, seul le Cassard, le Foudroyant et le Vétéran était en bon état. L’ensemble des navires ne possédaient pas de mâtures ou de voile  de rechange et les équipages n’étaient pas suffisamment entrainés. Force est de constater que Willaumez a perdu plus de navires à cause de la météo et de leurs mauvais entretiens, qu’à cause des combats. Les ordres de Napoléon étaient trop vagues, ils donnaient pourtant une grande liberté de mouvement à Willaumez et Liessègues, mais c’est cette liberté qui leur a fait défaut, car ils ont été pris au dépourvu. Par exemple, lorsque Willaumez s’est rendu compte que le Cap avait été capturé par les Anglais, il perd  du temps à choisir une nouvelle route. Napoléon, comme nous l’avons vu, ne se rend pas compte que la Marine est une arme qui demande de la précision et de la préparation, il agit trop vite, et ne suit pas les conseils de son ministre Decrès, qui ne fait qu’acquiescer aux ordres de son Empereur. Les ordres sur mer se déplacent lentement, plus lentement que sur terre, et Napoléon a du mal à le comprendre, il passe son temps à envoyer des ordres et des contre-ordres, qui une fois arrivés dans les mains du chef d’escadre, sont périmés, car la situation a déjà évolué.
Les bâtiments français, certains très endommagés et isolés les uns des autres sont pourchassés ; deux vaisseaux et une frégate sont perdus : l’Impétueux est incendié par une frégate britannique en territoire américain pendant que l’Éole et la frégate la Valeureuse parviennent à atteindre Annapolis et Philadelphie ; cependant, ils doivent être abandonnés car trop endommagés pour pouvoir être réparés. Le Patriote (capitaine Joseph Krohm) gagne la baie de la Chesapeake où il peut se réparer sommairement. Il essaie de rejoindre la France mais va devoir se réfugier successivement dans plusieurs ports de Virginie où il est bloqué par les divisions britanniques. Il ne regagnera finalement Rochefort qu’en décembre 1807. Willaumez n’a plus que deux vaisseaux sous ses ordres : le Cassard qui atteint Brest en octobre, et le Foudroyant, avec Willaumez lui-même, en février 1807 seulement. Le bilan de la campagne est désastreux : 23 navires marchands, 2 corsaires et 1 aviso ont été pris mais c’est bien peu comparé à la perte de deux vaisseaux de ligne et de deux frégates. Le ministre Denis Decrès ne lui en tiendra toutefois pas rigueur : Willaumez a été avant tout victime des éléments ; d’ailleurs la division Lhermitte croisant dans les mêmes parages au même moment fut elle aussi dispersée par le même ouragan et dut mettre un terme à sa campagne dans les mêmes conditions.

## De Brest à l’île d’Aix: vers la disgrâce

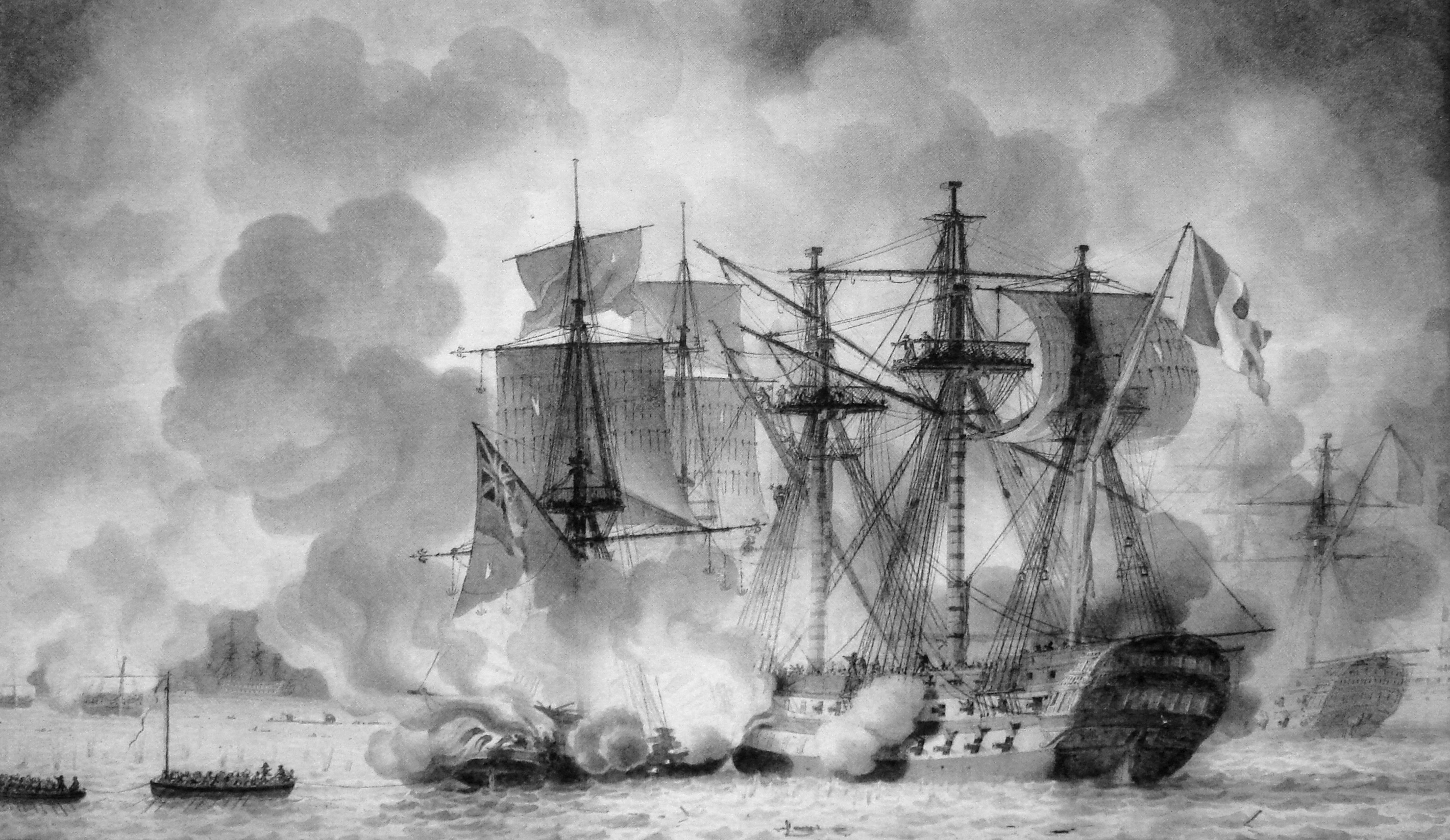
Les vaisseaux français aux prises avec les brûlots ennemis, 11 avril 1809 au soir. Peinture de Louis-Philippe Crépin.

Début 1809, Willaumez est chargé de conduire une partie de la flotte de Brest jusqu’à la rade de l’île d'Aix, d’y rallier l’escadre de Lorient et celle de Rochefort pour acheminer des renforts aux Antilles. Ces deux dernières escadres bloquées par des divisions britanniques et avec des équipages ravagés par les épidémies ne sont pas en état de prendre la mer ; de plus il perd lui-même un vaisseau, le Jean Bart qui s'échoue en approchant de l’île d’Aix. Arrivé à Rochefort, il entre en conflit avec le capitaine Jacques Bergeret qui y commande et les deux hommes sont révoqués par le ministre. Notons que ce projet avorté de campagne se terminera, sous le commandement du Vice Amiral Zacharie Allemand, par le désastre des brûlots de l’île d’Aix les 11 et 12 avril 1809. En disgrâce également, Willaumez reste sans affectation pendant tout le reste de l’Empire.
Il est nommé vice-amiral en 1819 au moment de la retraite. Sous la Monarchie de Juillet, il rédige un dictionnaire de marine et est chargé de l’instruction du prince de Joinville. Il devient pair de France en 1837.

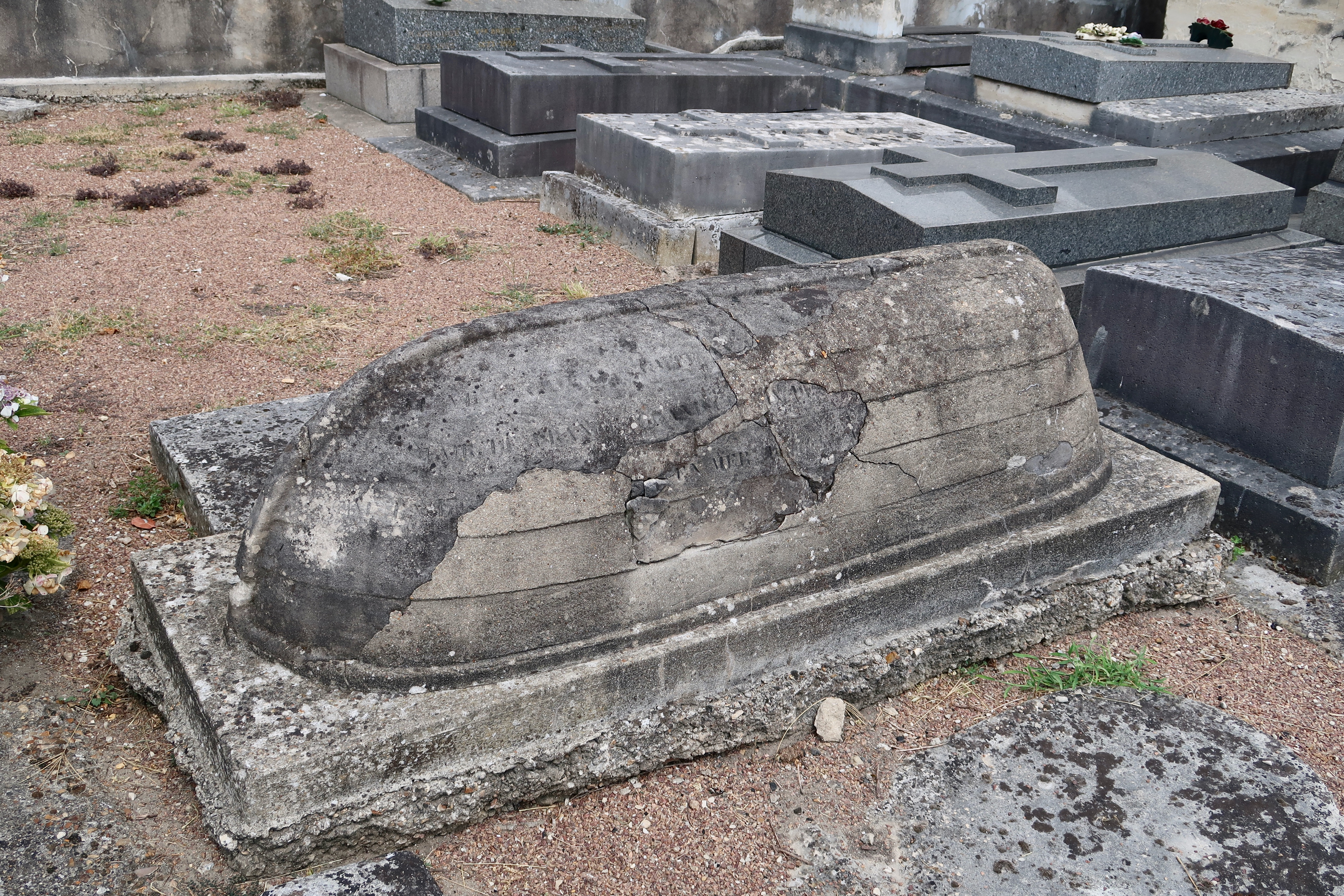
Tombe en forme de coque retournée.

Mort en 1845 à Suresnes, il est inhumé au cimetière Carnot. Sa tombe est en forme de coque retournée,. Par ailleurs, une rue de la commune porte son nom.
Son nom est inscrit sur l’Arc de Triomphe (22e colonne).

## Bilan
Willaumez est un excellent navigateur formé à l'école du pilotage. Il est un commandant de frégate audacieux et de talent comme en témoigne son combat contre le vaisseau HMS Hercules. Il est toutefois typique de nombre de marins de la Révolution et de l’Empire : excellents capitaines, mais allant d’échec en échec une fois promus amiraux[réf. nécessaire].
Son frère cadet, Philippe Willaumez, suit aussi une formation de pilote dans sa jeunesse (les deux frères naviguent quelques années ensemble) et atteint le grade de capitaine de vaisseau sous l’Empire. Certaines notices biographiques sommaires confondent parfois les parcours des deux personnages[réf. nécessaire].

## Titres et décorations
- Grand officier de la Légion d'honneur[15]
- Chevalier de l'ordre royal et militaire de Saint-Louis
- Baron de l'Empire
- Pair de France

## Publication
- Dictionnaire de marine, Paris, Bachelier, 1825, 590 p. (lire en ligne)